# Crassispira coelata
Crassispira coelata é uma espécie de gastrópode do gênero Crassispira, pertencente à família Pseudomelatomidae.